# Incidente del Deutschland (1902)

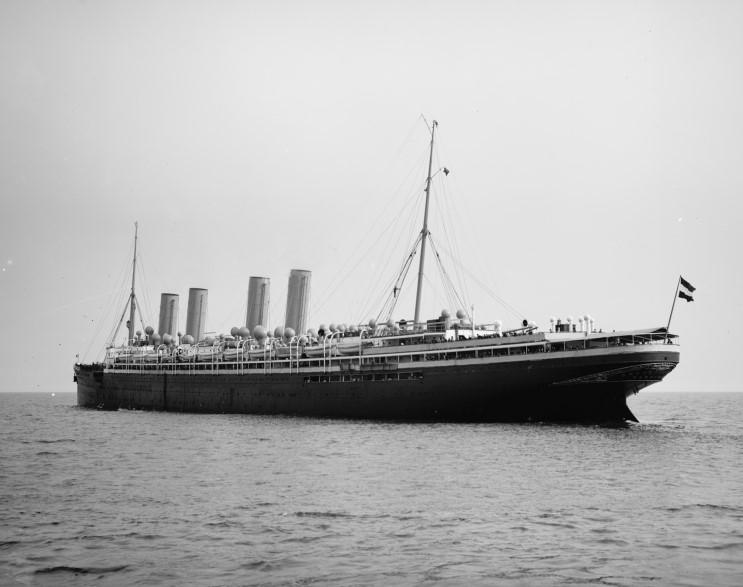
El Deutschland navegando en las aproximaciones a Nueva York en 1903, un año después del incidente

El incidente del Deutschland ocurrió en marzo de 1902, cuando un transatlántico alemán de la línea Hamburg America Line, el Deutschland, regresaba de un viaje a los Estados Unidos llevando a bordo al príncipe Enrique de Prusia, hermano menor del káiser Guillermo II.
Su intención de enviar mensajes a Estados Unidos y Alemania se vio frustrada cuando los operadores de las estaciones costeras de la compañía de comunicaciones Marconi rechazaron el empleo de sus redes, permitiendo su uso tan solo en caso de emergencia, dado que el Deutschland estaba equipado con un sistema de la empresa competidora Slaby-d'Arco. Ello conllevó que los competidores de Marconi le acusaran de intentar establecer un monopolio global, mientras que éste les acusó de ser poco más que parásitos tratando de sacar provecho de su compañía y las inversiones que había realizado en las costosas estaciones costeras.